# 英国鸟类史
《英国鸟类史》（A History of British Birds）是英国木版画家托马斯·比维克创作的一本鸟类图鉴，分两卷出版。第一卷《陆鸟》（Land Birds）出版于1797年。第二卷《水鸟》（Water Birds）出版于1804年。1821年作者还出版了附录。其第一卷中的文字由比维克的老师拉尔夫·贝尔比（Ralph Beilby）撰写，第二卷则由比维克亲自撰写。书中的插画全部由比维克完成，也因其精美出名。
比维克并不是专业的鸟类学家，但书中不乏专业知识，如鸟类的学名、命名人，使其成为一部很好用的图鉴。这部著作在当时非常有名，于夏綠蒂·勃朗特的《简·爱》中反复出现。它在后世亦被视为杰作。